# Катанья, Ньютон
Ньютон Бен Катанья (англ. Newton Ben Katanha; 3 февраля 1983, Читунгвиза, Зимбабве) — зимбабвийский футболист, полузащитник, экс-игрок сборной Зимбабве.

## Карьера

### Клубная
Ньютон начинал свою карьеру в зимбабвийском клубе «КАПС Юнайтед». После десяти матчей за команду он отправился в Европу, заключив контракт с зальцбургской «Аустрией». Проведя в составе «быков» только две встречи он покинул команду.
В 2001 году Ньютон перешёл в клуб первой австрийской лиги «Бад-Блайберг», где хорошо проявил себя, забив 15 мячей в 52 встречах.
Своим выступлением Катанья заслужил приглашение в немецкую «Арминию» из Билефельда. Но за двадцать два матча игрок забил только один мяч и в конце сезона покинул клуб.
Новой командой Ньютона стал малайзийский «Селангор», где ему закрепиться не удалось. Всего в составе малайзийцев он провёл три встречи. В сентябре 2006 года Ньютон подписал контракт с нальчикским «Спартаком». 20 октября, в матче с московским «Динамо», состоялся дебют Катаньи в премьер-лиге. Игрок появился на поле на 74-й минуте, заменив Андрея Порошина. Этот матч стал единственным для Ньютона в основном составе нальчан. Также он провёл восемь встреч в турнире среди дублирующих составов.
С 2007 по 2010 год Катанья провёл три результативных сезона в швейцарском «Шаффхаузене», забив в ворота соперников 29 мячей в 72 матчах. После чего Ньютон стал игроком другой швейцарской команды «Винтертур». В её составе он провёл 45 встреч, забил 14 мячей. В 2014 году выступал в составе клуба высшей камбоджийской лиги «Пномпень Краун».

### В сборной
За сборную Зимбабве футболист провёл восемь игр (включая товарищеские) и не смог отличиться ни разу.
| Матчи и голы Ньютона Бен Катаньи за сборную Зимбабве | Матчи и голы Ньютона Бен Катаньи за сборную Зимбабве | Матчи и голы Ньютона Бен Катаньи за сборную Зимбабве | Матчи и голы Ньютона Бен Катаньи за сборную Зимбабве | Матчи и голы Ньютона Бен Катаньи за сборную Зимбабве | Матчи и голы Ньютона Бен Катаньи за сборную Зимбабве | Матчи и голы Ньютона Бен Катаньи за сборную Зимбабве |
| №                                                    | Дата                                                 | Место проведения                                     | Соперник                                             | Счёт                                                 | Голы                                                 | Соревнование                                         |
| ---------------------------------------------------- | ---------------------------------------------------- | ---------------------------------------------------- | ---------------------------------------------------- | ---------------------------------------------------- | ---------------------------------------------------- | ---------------------------------------------------- |
| 1                                                    | 20 июня 2004                                         | Хараре                                               | Алжир                                                | 1:1                                                  | -                                                    | Отборочный матч ЧМ-2006                              |
| 2                                                    | 3 июля 2004                                          | Кигали                                               | Руанда                                               | 2:0                                                  | −                                                    | Отборочный матч ЧМ-2006                              |

Итого: 2 матча / 0 голов; 1 победа, 1 ничья, 0 поражений.

## Статистика выступлений
| Команда                   | Сезон            | Чемпионат        | Чемпионат | Чемпионат |
| Команда                   | Сезон            | Уров.            | Игры      | Голы      |
| ------------------------- | ---------------- | ---------------- | --------- | --------- |
| КАПС Юнайтед (Хараре)     | 1999             | I                | 10        | 1         |
| Аустрия (Зальцбург)       | 1999/00          | I                | 1         | 0         |
| Аустрия (Зальцбург)       | 2000/01          | I                | 1         | 0         |
| Аустрия (Зальцбург)       | Итого            | Итого            | 2         | 0         |
| Бад-Блайберг              | 2001/02          | II               | 22        | 6         |
| Бад-Блайберг              | 2002/03          | II               | 30        | 9         |
| Бад-Блайберг              | Итого            | Итого            | 52        | 15        |
| Арминия (Билефельд)       | 2003/04          | II               | 22        | 1         |
| Селангор                  | 2004             | II               | ?         | ?         |
| Селангор                  | 2005             | I                | ?         | ?         |
| Селангор                  | Итого            | Итого            | ?         | ?         |
| Спартак (Нальчик)         | 2006             | I                | 1         | 0         |
| Шаффхаузен                | 2007/08          | II               | 26        | 7         |
| Шаффхаузен                | 2008/09          | II               | 27        | 8         |
| Шаффхаузен                | 2009/10          | II               | 19        | 4         |
| Шаффхаузен                | Итого            | Итого            | 72        | 29        |
| Винтертур                 | 2010/11          | II               | 19        | 6         |
| Винтертур                 | 2011/12          | II               | 15        | 6         |
| Винтертур                 | 2012/13          | II               | 11        | 2         |
| Винтертур                 | Итого            | Итого            | 45        | 14        |
| Пномпень Краун (Пномпень) | 2014             | I                | 5         | 3         |
| Всего за карьеру          | Всего за карьеру | Всего за карьеру | 209*      | 63*       |

Примечание: знаком * отмечены ячейки, данные в которых неполные в связи с отсутствием данных выступлений в составе «Селангора».
Источники:
- Статистика выступлений взята со спортивного медиа-портала Soccerway.com Архивная копия от 23 октября 2014 на Wayback Machine